# Fleuve d'Abraham
Fleuve d'Abraham è un centro abitato e comune (municipalité) del Libano situato nel distretto di Jbeil, governatorato del Monte Libano.